# Stan minimalnej świadomości
Stan minimalnej świadomości – stan neurologiczny, w którym istnieje możliwość prostego kontaktu słownego, gestownego lub mimicznego z chorym, dzięki zachowaniu przez niego minimum świadomości dotyczącej jego własnej osoby i otoczenia. Stan minimalnej świadomości wymaga różnicowania z przetrwałym stanem wegetatywnym oraz mutyzmem akinetycznym, w których nie ma możliwości nawiązania z chorym żadnego kontaktu. 